# Tout le monde en a parlé
Tout le monde en a parlé est une émission de télévision animée par Thierry Ardisson et diffusée depuis 2010 sur Jimmy et depuis le vendredi 12 octobre 2012 sur D8 à 23 h 30. L'émission est rediffusée en Belgique sur Plug RTL depuis le samedi 4 janvier 2014 à 20h30.
Dans cette émission, Thierry Ardisson reçoit des personnalités qui ont eu leur heure de gloire ou de reconnaissance (animateurs TV, chanteurs, acteurs, ministres, acteurs de faits de société...) qui sont soit retombées dans l'anonymat, soit sont bien moins célèbres qu'avant, sans retomber dans cet anonymat. Après un court reportage sur leur carrière et leur vie actuelle d'une dizaine de minutes, Thierry Ardisson reçoit la personnalité dans un parking pour une interview-vérité d'une vingtaine de minutes.

## Personnalités reçues par Thierry Ardisson[2]
- Olivia Adriaco
- Roland Agret
- Armande Altaï
- Sylvain Augier
- Mouna Ayoub
- Caroline Barclay
- Grégory Basso
- Patrick Baudry
- Axel Bauer
- Azouz Begag
- Éric Blanc
- Pierre Botton
- Frédéric Bourdin
- Kenza Braiga
- Pierrette Brès
- Rémy Bricka
- Laurent Broomhead
- Pascal Brunner
- Marjolaine Bui
- Ilario Calvo
- Jean-Patrick Capdevielle
- Julia Channel
- Henry Chapier
- Jacques Cheminade
- Jean-Loup Chrétien
- Hervé Claude
- Stéphane Collaro
- Philippe Corti
- Muriel Dacq
- Philippe Dana
- Emmanuel de Brantes
- Hermine de Clermont-Tonnerre
- Gilles de Robien
- Christine Deviers-Joncour
- Patrick Dils
- Cookie Dingler
- Maureen Dor
- Patrice Drevet
- Jean-Claude Drouot
- Sophie Duez
- Jango Edwards
- Mehdi El Glaoui
- Douchka Esposito
- Sophie Favier
- Nilda Fernández
- Séverine Ferrer
- Sophie Forte
- André Gaillard
- Jacques Gaillot
- Éric Galliano
- Massimo Gargia
- Emmanuelle Gaume
- Noël Godin
- Gogol Premier
- Bernard Golay
- Richard Gotainer
- Groucho Business et Chico d'Agneau
- Claude Gubler
- Omar Harfouch
- Murray Head
- Corinne Hermès
- Muriel Hermine
- Patrick Hernandez
- Robert Hue
- Jacky
- Didier Julia
- Charlotte Julian
- Éléonore Klarwein
- Alain Krivine
- Lââm
- Jean-Loup Lafont
- Jean-Luc Lahaye
- André Lamy
- Bernard Laporte
- Philippe Lavil
- Loïk Le Floch-Prigent
- Caroline Loeb
- Dominique Loiseau
- Jean-Pierre Mader
- Gérard Majax
- Georges Malbrunot
- Alain Maneval
- Jeane Manson
- Marie France
- Bruno Masure
- Maxime
- Bernard Ménez
- Éric Morena
- Marlène Mourreau
- Childéric Muller
- Noam Kaniel
- Satya Oblette
- Ovidie
- Peter et Sloane
- Pierpoljak
- Julie Pietri
- Plastic Bertrand
- Paul Quilès
- Jean-Pierre Rives
- Christophe Rocancourt
- Jean-Luc Romero
- Jean Roucas
- Jean Saint-Josse
- Gérard Schivardi
- Didier Schuller
- Sidney
- Christian Spitz
- Rachid Taha
- Alex Taylor
- Fabienne Thibeault
- Marc Toesca
- Catherine Trautmann
- Rosalie van Breemen
- Hervé Vilard
- Denis Vincenti
- Antoine Waechter
- Zara Whites
- Kofi Yamgnane
- Myriam Yuma